# Офелія (супутник)
Офелія (англ. Ophelia) — внутрішній супутник Урана. Його названо на честь дочки Полонія з п'єси Вільяма Шекспіра «Гамлет». Також відомий під назвою Уран VII.
Офелія виступає як супутник-пастух для кільця Епсилон Урана. Орбіта Офелії перебуває в межах радіуса синхронної орбіти Урана, і тому супутник повільно руйнується через дію припливних сил.
Офелію було відкрито 20 січня 1986 р. на знімку, зробленому «Вояджером-2» та присвоєно тимчасову назву S/1986 U 8. Вона не спостерігалася з Землі аж до 2003 року, коли її було зафіксовано телескопом Габбл.